# Japansk encefalit
Japansk encefalit eller Japansk hjärnfeber, orsakas av ett virus som sprids av en mygga. Viruset tillhör familjen flavivirus. 
Tecken på hjärninflammation är stel nacke, kakeksi, hemipares och en höjd kroppstemperatur. Om mental tillbakagång utvecklas leder detta ofta till koma. Kroniska besvär som kan bli effekten av ett insjuknande i japansk encefalit är dövhet, hemipares och känslomässig instabilitet.  
Sjukdomen förekommer i Asien med 30 000 – 50 000 fall per år. Myggorna som sprider viruset trivs bäst runt grisar, därför är smittorisken mycket högre på landsbygden än i städer.   

## Vaccinering
Det finns vaccin mot japansk encefalit B men ges oftast bara om vistelse i Asien planeras till längre än tre veckor och på landsbygd. Vaccinet kan dessutom ha vissa mindre biverkningar. Till exempel kan man bli lite röd och svullen där man fick sprutan, och det kan kännas lite ömt. Man kan också få ont i huvudet och muskelvärk. De besvär man brukar få går över inom en eller några dagar. 

## Orsak
Japansk encefalit orsakas av japansk encefalit virus som sprids via myggor, speciellt Culex myggor. Japansk encefalit virus(JEV) tillhör virusgruppen Flavivirus där vi även kan hitta sjukdomar som gula febern, Dengue feber och TBE(tick borne encephalitis). Flavivirus är linjära positiva ssRNA virus som replikerar i cytoplasman. Flavivirus kan spridas mellan nervceller och detta leder till de klassiska feber symtomen för denna virusgrupp som kan utvecklas till hjärnhinneinflammation. Japansk encefalit virus replikerar i människan men kan även hittas i reservoarer som fåglar och grisar.